# Valerij Dolinin
Valerij Dolinin, född 25 juli 1953 i Sankt Petersburg, död 15 november 2021 i Sankt Petersburg, var en rysk roddare som tävlade för Sovjetunionen.
Han tog OS-silver i fyra utan styrman i samband med de olympiska roddtävlingarna 1980 i Moskva.